# Diandongosaurus
Diandongosaurus is een geslacht van uitgestorven zwemmende Eosauropterygia, bekend uit het lagere Midden-Trias (Anisien) van de provincie Yunnan, in het zuidwesten van China. 
Het is bekend van het holotype IVPP V 17761, een compleet en in verband liggend skelet met schedel, dat bij Da'aozi werd gevonden in een Lagerstätte uit het Midden-Trias van de Guanlingformatie. Het werd benoemd in 2011 door Shang Qing-Hua, Wu Xiao-Chun en Li Chun. De typesoort is Diandongosaurus acutidentatus. De geslachtnaam verwijst naar de Oostelijke (Dong) Yunnan (Dian). De soortaanduiding betekent 'met scherpe tanden'.
He holotype is 285 millimeter lang. De oogkassen staan vrij ver uit elkaar. De wervelkolom telt negentien halswervels, negentien ruggenwervels, drie sacrale wervels en zo'n veertig staartwervels. De voorste buitenste tak van het sleutelbeen is kort.